# Meromorfe functie

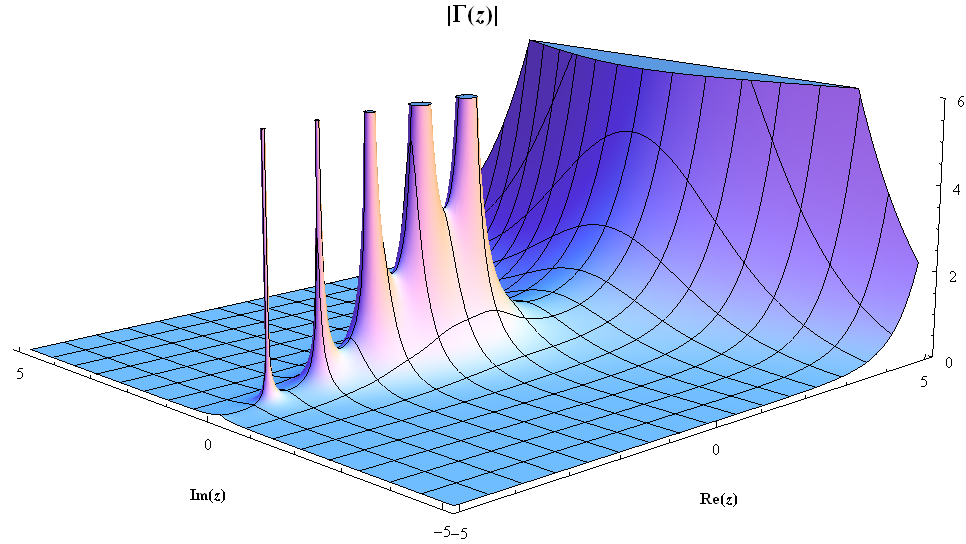
De Gammafunctie is meromorf in het gehele complexe vlak

In de complexe functietheorie is een meromorfe functie op een open deelverzameling {\displaystyle D} van het complexe vlak een functie, die overal op {\displaystyle D} holomorf is, met uitzondering van een verzameling van geïsoleerde punten, de polen van de functie. De naam komt van het Oudgriekse meros, μέρος, wat deel betekent, dit in tegenstelling tot holos, ὅλος, wat geheel betekent.
Elke meromorfe functie op {\displaystyle D} kan worden uitgedrukt als de verhouding tussen twee holomorfe functies, met de noemer niet constant 0, gedefinieerd op {\displaystyle D}: de polen komen dan voor op de nulpunten van de noemer.
Intuïtief kan men een meromorfe functie dus opvatten als een breuk van twee zich "goed-gedragende" (holomorfe) functies. Een meromorfe functie zal zich nog steeds "goed gedragen", behalve op de punten waar de noemer van de breuk nul is. Daar nadert de waarde van de functie tot oneindig.
Vanuit algebraïsch oogpunt, als {\displaystyle D} samenhangend is, dan is de verzameling van meromorfe functies het quotiëntenlichaam van het integriteitsdomein van de verzameling van holomorfe functies. Dit is analoog aan de relatie tussen de rationale getallen {\displaystyle \mathbb {Q} } en de gehele getallen {\displaystyle \mathbb {Z} }. 

## Eigenschappen
Aangezien de polen van een meromorfe functie geïsoleerd liggen, is er ten hoogste een telbaar aantal polen. De verzameling van polen kan aftelbaar oneindig zijn, zoals wordt geïllustreerd door de functie
{\displaystyle f(z)={\frac {1}{\sin z}}}
Door gebruik te maken van analytische voortzetting om ophefbare singulariteiten te elimineren, kunnen meromorfe functies worden opgeteld, afgetrokken, vermenigvuldigd en kan, als {\displaystyle g(z)\neq 0} is op een samenhangende open deelverzameling van {\displaystyle D}, het quotiënt {\displaystyle f/g} worden gevormd. Dus als {\displaystyle D} samenhangend is, vormen de meromorfe functies een lichaam (NL) of veld(B), in feite een uitbreiding van de complexe getallen.

## Meromorfe functies afgebeeld op riemann-oppervlakken
Op een riemann-oppervlak staat ieder punt een open omgeving toe die isomorf is met een open deelverzameling van het complexe vlak. Hierdoor kan de notie van een meromorfe functie voor elke riemann-oppervlak worden gedefinieerd. 
Als {\displaystyle D} de volledige riemann-sfeer is, dan is het lichaam/veld van de meromorfe functies gelijk aan het lichaam/veld van de rationele functies in één variabele over het complexe vlak, dit aangezien men kan bewijzen dat elke meromorfe functie op de riemann-sfeer rationeel is. Dit is een speciaal geval van het zogenaamde "GAGA"-principe.
Voor elk riemann-oppervlak is een meromorfe functie hetzelfde als een holomorfe functie die afbeeldt op het riemann-oppervlak en die niet constant gelijk is aan {\displaystyle \infty }. De polen corresponderen met die complexe getallen die zijn afgebeeld op {\displaystyle \infty }. 
Op een niet-compact riemann-oppervlak kan elke meromorfe functie worden gerealiseerd als een quotiënt van twee (globaal gedefinieerde) holomorfe functies. In tegenstelling daarmee is op een compact riemann-oppervlakte elke holomorfe functie constant, terwijl er altijd niet-constante meromorfe functies bestaan. 
Meromorfe functies op een elliptische kromme staan ook bekend als elliptische functies.

## Hogere dimensies
In de theorie van functies van meer complexe variabelen wordt een meromorfe functie lokaal gedefinieerd als een quotiënt van twee holomorfe functies. Bijvoorbeeld, {\displaystyle f(z_{1},z_{2})=z_{1}/z_{2}} is een meromorfe functie op de tweedimensionale complexe affiene ruimte. Hier is het niet langer waar dat iedere meromorfe functie als holomorfe functie met waarden in de riemann-sfeer kan worden beschouwd: Er is een verzameling van "onbepaaldheid" van codimensie twee (in het gegeven voorbeeld bestaat deze verzameling uit de oorsprong (0,0)). 
Anders dan in één dimensie bestaan er in de hogere dimensies complexe variëteiten, waarop geen niet-constante meromorfe functies bestaan, bijvoorbeeld de meeste complexe tori.

## Voorbeelden
- Elke rationale functie, zoals

{\displaystyle f(z)={\frac {z^{3}-2z+10}{z^{5}+3z-1}}},
is meromorf over het gehele complexe vlak.
- Functies zoals

{\displaystyle f(z)={\frac {e^{z}}{z}}} en {\displaystyle f(z)={\frac {\sin {z}}{(z-1)^{2}}}},
de gammafunctie en de Riemann-zèta-functie zijn meromorf over het gehele complexe vlak.
- De functie

{\displaystyle f(z)=e^{\frac {1}{z}}}
is gedefinieerd in het gehele complexe vlak behalve in de oorsprong. De oorsprong is echter geen pool van deze functie, maar een essentiële singulariteit. Daarom is deze functie niet meromorf in het gehele complexe vlak. Deze functie is echter wel meromorf (zelfs holomorf) op {\displaystyle \mathbb {C} \setminus \{0\}}.
- Een beetje op dezelfde manier heeft de functie

{\displaystyle f(z)={\frac {z}{e^{z}-1}}}
singulariteiten in alle punten van de vorm {\displaystyle z=2n\pi i} voor {\displaystyle n\in \mathbb {Z} }. Deze functie is echter niet meromorf op alle {\displaystyle \mathbb {C} }, aangezien de singulariteit op {\displaystyle z=0} een ophefbare singulariteit is: {\displaystyle \lim _{z\to 0}f(z)=1}.
Als we dit "patchen" door te definiëren dat 
{\displaystyle {\hat {f}}(z)={\begin{cases}f(z)&z\neq 0,\\1&z=0,\end{cases}}}
dan zou de functie {\displaystyle {\hat {f}}} alleen poolsingulariteiten hebben, en dus meromorf zijn. Wij kunnen ook simpelweg zeggen dat {\displaystyle f} meromorf is op {\displaystyle \mathbb {C} \setminus \{0\}}.
- De complexe logaritme functie

{\displaystyle f(z)=\ln(z)}
is niet meromorf over het gehele complexe vlak, aangezien de functie niet op een verzameling van geïsoleerde punten na over het gehele complexe vlak kan worden gedefinieerd.
- De functie

{\displaystyle f(z)={\frac {1}{\sin(1/z)}}}
is niet meromorf in het gehele vlak, aangezien het punt {\displaystyle z=0} een ophopingspunt van polen is en dus geen geïsoleerde singulariteit is.
- De functie

{\displaystyle f(z)=\sin {\frac {1}{z}}}
is niet meromorf, aangezien ze een essentiële singulariteit op 0 heeft.
1. ↑  (fr)  J-P Serre. Géometrie Algébrique et Géométrie Analytique, 1956